# Ancita anisoceroides
Ancita anisoceroides är en skalbaggsart som beskrevs av Stefan von Breuning 1978. Ancita anisoceroides ingår i släktet Ancita och familjen långhorningar. Inga underarter finns listade i Catalogue of Life.